# 55735 Магдебург
55735 Магдебург (55735 Magdeburg) — астероїд головного поясу, відкритий 22 серпня 1987 року.
Тіссеранів параметр щодо Юпітера — 3,324.